# Elmer A. Morse
Elmer Addison Morse, född 11 maj 1870 i Racine County i Wisconsin, död 4 oktober 1945 i Rochester i Minnesota, var en amerikansk politiker (republikan). Han var ledamot av USA:s representanthus 1907–1913.
Morse ligger begravd på Elmwood Cemetery i Antigo i Wisconsin.